# Te Whanganui
Ne doit pas être confondu avec Te Whanganui-A-Hei ou Bassin de Wanganui.
La baie de Te Whanganui, également connue sous son nom anglais Port Underwood, est une ria située à l'extrême sud-est des Marlborough Sounds, en Nouvelle-Zélande.
Elle est dotée de caractéristiques géographiques, géologiques et hydrologiques relativement différentes de celles des autres rias, du fait de son isolement.
La baie de Te Whanganui joue un rôle important dans l'histoire de la région, notamment à partir de la colonisation anglaise, ainsi que dans la mise en place de la chasse à la baleine. Au XXIe siècle, les autorités comme la population prennent conscience des enjeux écologiques, parfois de manière contradictoire.

## Topographie et toponymie
Te Whanganui est l'une des deux baies secondaires des Marlborough Sounds, réseau de rias situé à l'extrémité nord-est de l'Île du Sud. Les baies principales sont celles de Pelorus et de Tōtaranui ; Te Whanganui et Croisilles Harbour, de taille inférieure et beaucoup moins ramifiées, sont les deux rias extrêmes du système.
La baie, longue d'environ huit kilomètres, est ouverte vers le sud et se divise à sa tête en deux baies jumelles séparées par une presqu'île. Elle se termine au sud par la pointe Robertson.
Le bassin-versant de la baie mesure exactement soixante kilomètres carrés, qui se répartissent en 36,25 kilomètres carrés de terres et 23,75 kilomètres carrés d'eau.
Le nom officiel de la baie, depuis août 2014, est « Te Whanganui / Port Underwood »

Différentes vues de Te Whanganui
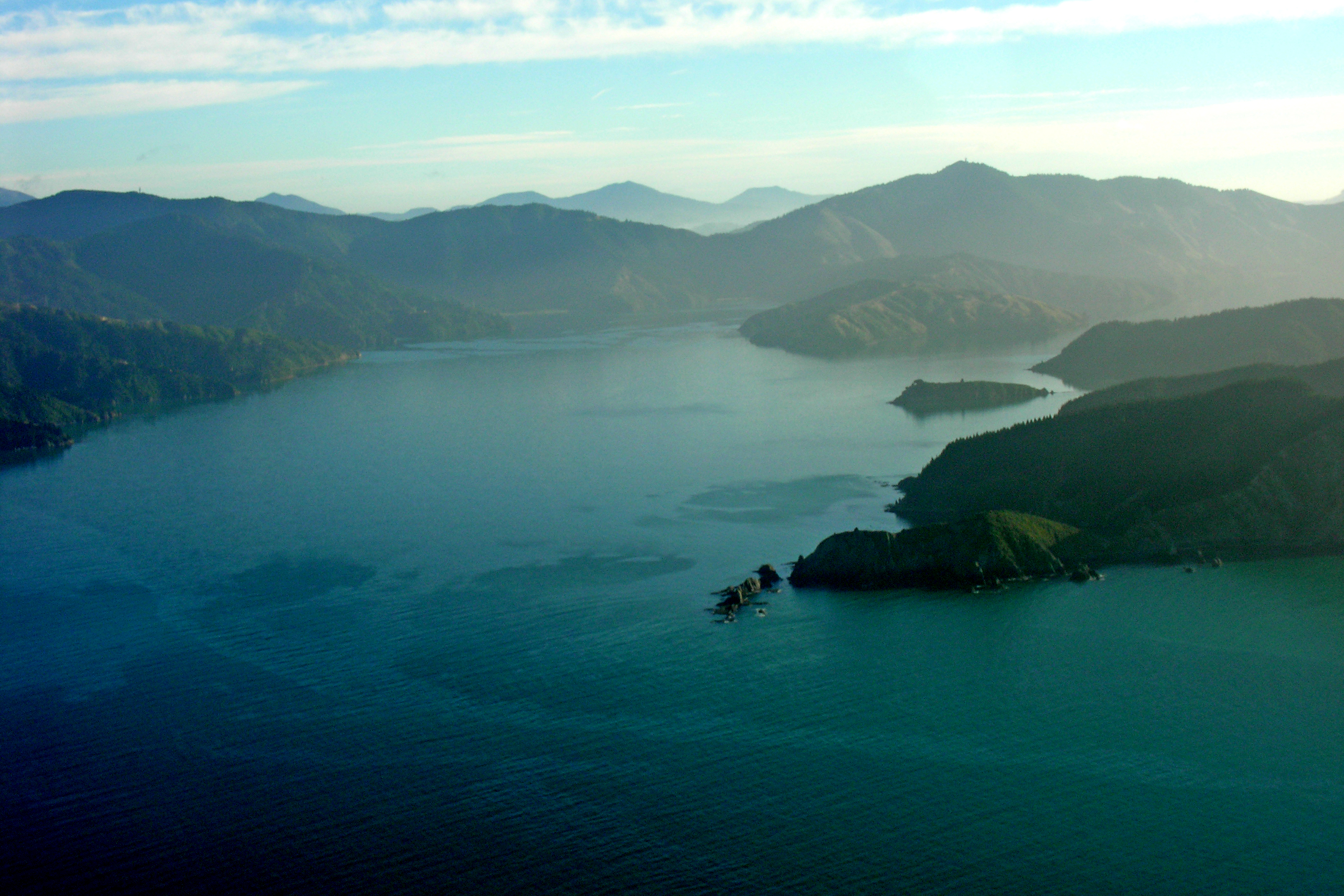
La baie vue du sud vers le fond.
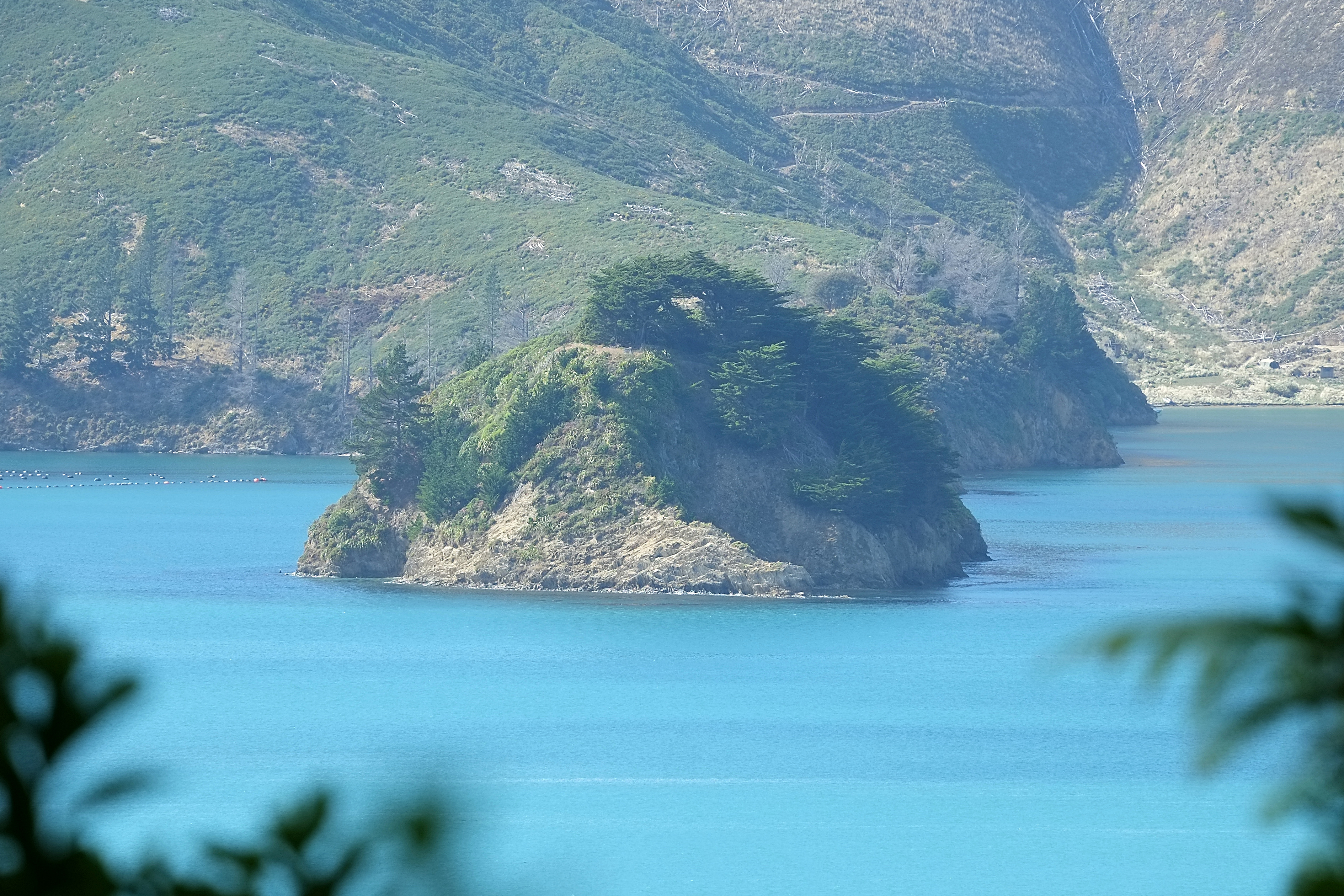
L'îlot de Horahora Kākahu, où l'Angleterre prend possession de l'Île du Sud le 17 juin 1840.
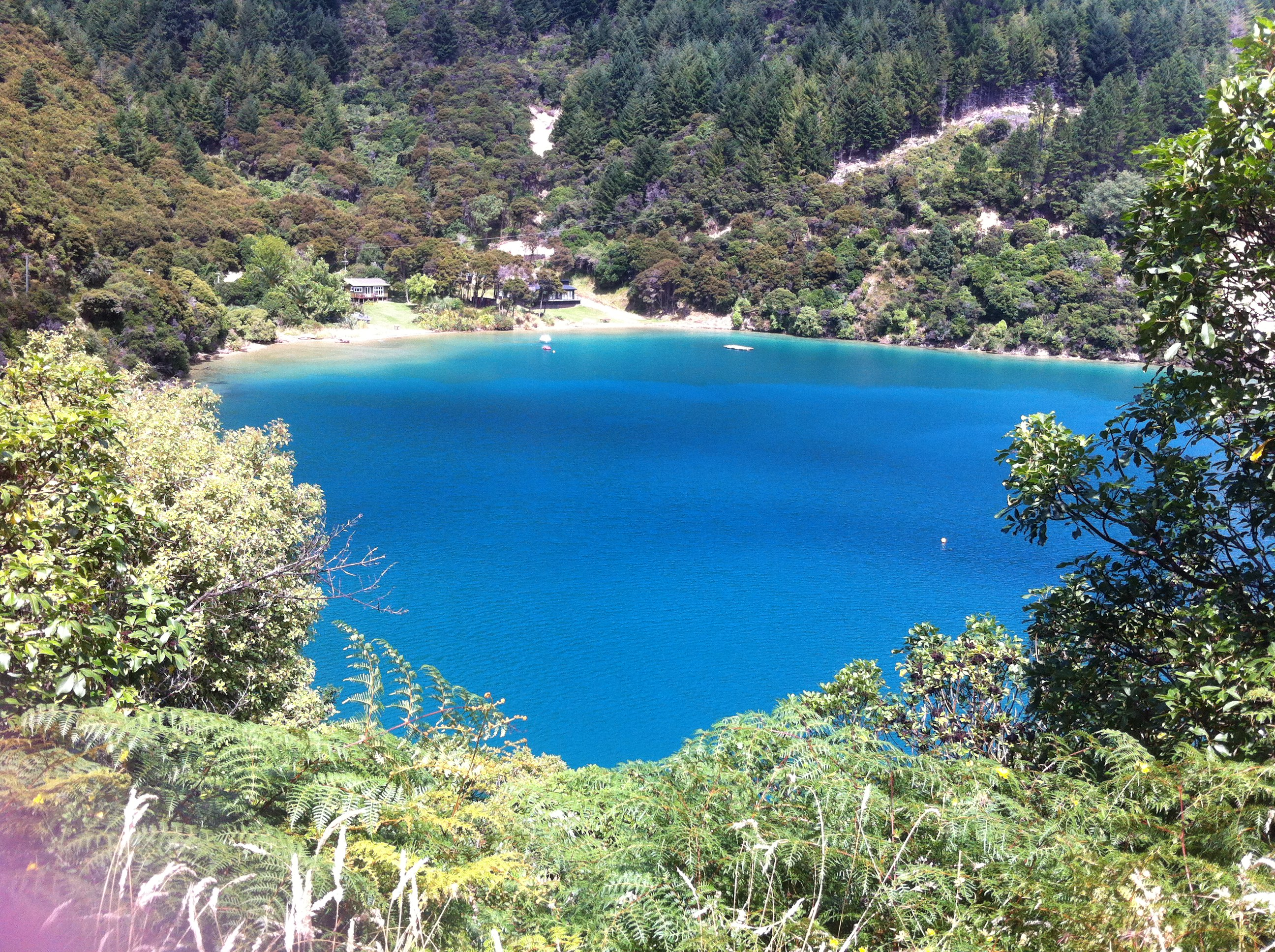
La baie de Hakana, tout au fond de Te Whanganui, à l'extrémité nord-est.
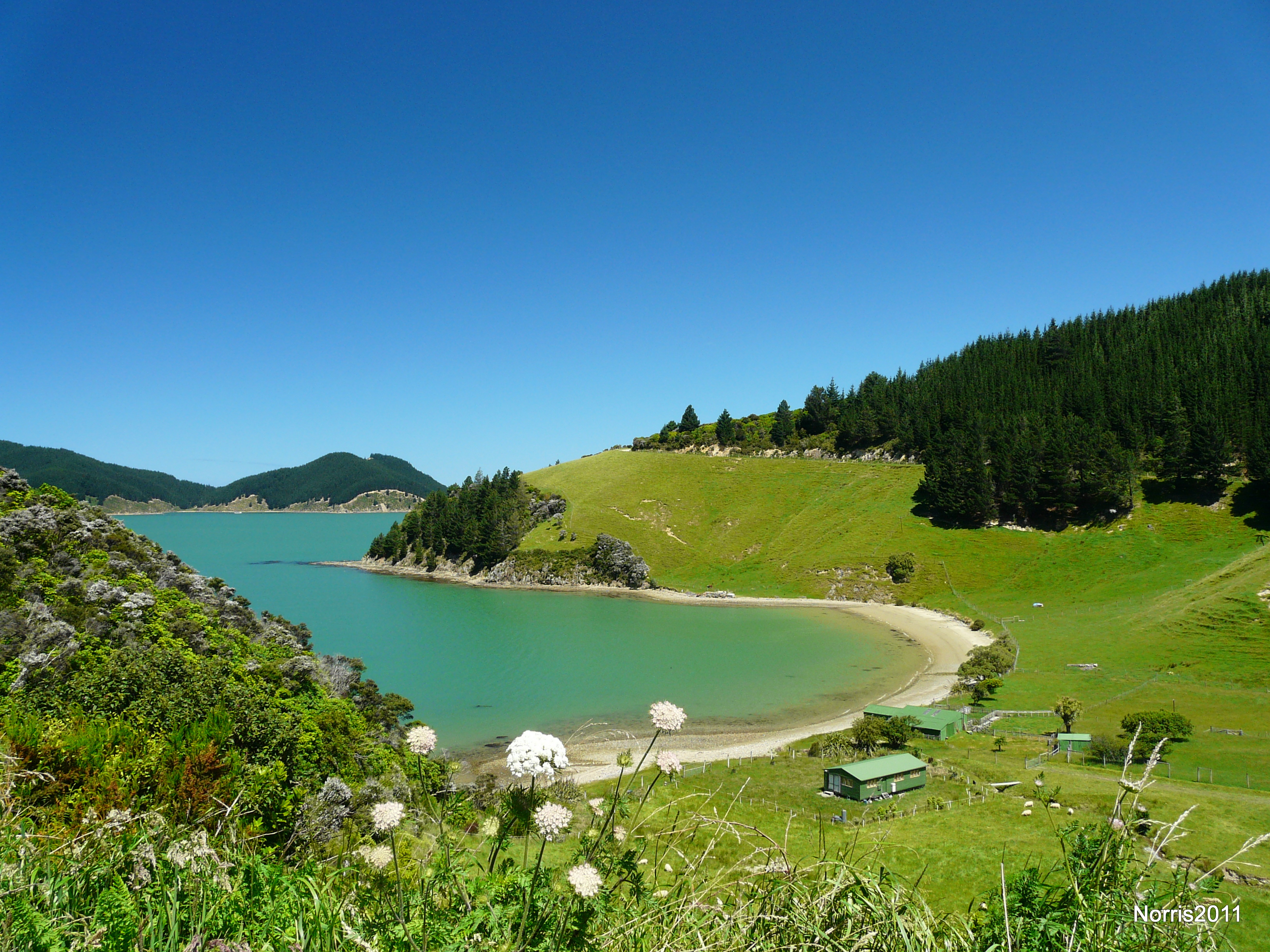
La baie de l'Océan, près de l'embouchure de Te Whanganui.

## Hydrologie
La température moyenne de l'eau est comprise entre 7 et 9°C en hiver et entre 18 et 20°C en été, ce qui est relativement plus frais que la température des bras de mer voisins.

## Faune et flore
La baie est largement utilisée pour l'aquaculture, avec la présence de nombreuses fermes mytilicoles
En 1989-1990, une espèce d'algue du genre Chnoospora, plus précisément Chnoospora minima, est repérée dans la partie nord-est de la baie. Les algues sont situées à une profondeur de quatre à huit mètres, sur un substrat de sable, de coquillages et de vase recouvert de petits galets plats. Aucun autre site des Marlborough Sounds ne comptabilise d'individu de cette espèce, qui n'est à cette date pas enregistrée en Nouvelle-Zélande, ce qui laisse penser que soit l'espèce est invasive, soit les conditions particulières de la baie lui offrent un terreau favorable de croissance qui ne se retrouve pas ailleurs dans la région. Une dispersion semble d'ailleurs peu envisageable du fait de l'isolement hydrographique de Te Whanganui par rapport aux autres baies des Sounds.

## Histoire
Après la signature du Traité de Waitangi le 6 février 1840, la souveraineté britannique sur l'île du Sud est proclamée le 17 juin de la même année par Thomas Bunbury (en) ; cette proclamation est faite dans la baie de Te Whanganui, plus précisément sur l'île de Horahora Kākahu,.
C'est aux alentours de cette date que s'établissent les premières stations baleinières à Te Whanganui. La baie n'est toutefois pas le premier lieu d'accueil de cette industrie, qui s'implante tout d'abord sur l'île Arapaoa. Cinq stations sont recensées au plus fort de l'activité.
Le cimetière situé juste au-dessus de la baie de Kākāpō abrite les tombes de plusieurs pionniers européens ou maoris de la colonisation britannique.
Ann Boyce (en), née Ann Cave, une pionnière de la colonisation anglaise, passe sa jeunesse et les premières années de son mariage à Port Underwood. Elle y arrive avec ses parents à l'âge de trois ans, s'y marie à quinze ans le 20 mai 1842 avec William Boyce. Dès son plus jeune âge, elle se noue d'amitié avec de nombreux Maoris, les aidant notamment en matière d'herboristerie.

### Protection de l'environnement
Avec la prise en compte de l'artificialisation croissante des Marlborough Sounds, la réglementation en matière d'urbanisme devient plus stricte. Ainsi, en 2006, une demande de changement de destination est déposée sur les rives d'Oyster Bay, sur la rive occidentale de Te Whanganui. Elle concerne plus de trente hectares de terres classées comme « rurales » et vise à les rendre constructibles en vue de l'édification de quarante-cinq maisons. L'autorité unitaire de Marlborough refuse ce changement de destination, et le confirme en appel.
En mars 2021 est créée une association regroupant les neuf dixièmes des propriétaires de maisons situées sur les bords de la baie, soit 117 membres. Cette association, qui est nommée Port Underwood Association, se donne pour but de protéger la côte vis-à-vis des fermes d'aquaculture, en faisant notamment pression pour limiter leur nombre.
L'autorité unitaire détermine en juin-juillet 2023 deux scénarios d'accès à la baie. Dans le cas d'un accès routier privilégié, la route d'accès à la baie depuis Picton comme prioritaire, devant permettre l'accès aux camions. La route longeant la baie depuis Rārangi jusqu'au fond de la baie de Hakana est classée en « route à adapter » sans que cela ne se traduise par des restrictions d'accès. En revanche, la route longeant la partie orientale de la baie est restreinte à des longueurs de véhicules plus courts, à des poids maximaux abaissés, et une mise ponctuelle à sens unique. Dans le cas d'un accès maritime privilégié, seule la route de Picton à la baie demeure inchangée, les autres routes subissant des restrictions plus ou moins importantes. Le scénario routier est doté d'un coût prévisionnel de 20 millions de dollars, le scénario maritime de 10 millions de dollars.